# Uwe Bahnsen
Uwe Bahnsen, född 30 maj 1930 i Hamburg, död 30 juli 2013 i Albi, är en tysk bildesigner.
Bahnsen arbetade vid Ford Europe mellan 1958 och 1986, där han avancerade till chefsdesigner. Efter tiden hos Ford arbetade Bahnsen som lärare vid Art Center College of Design i Schweiz.